# Avanti (India)

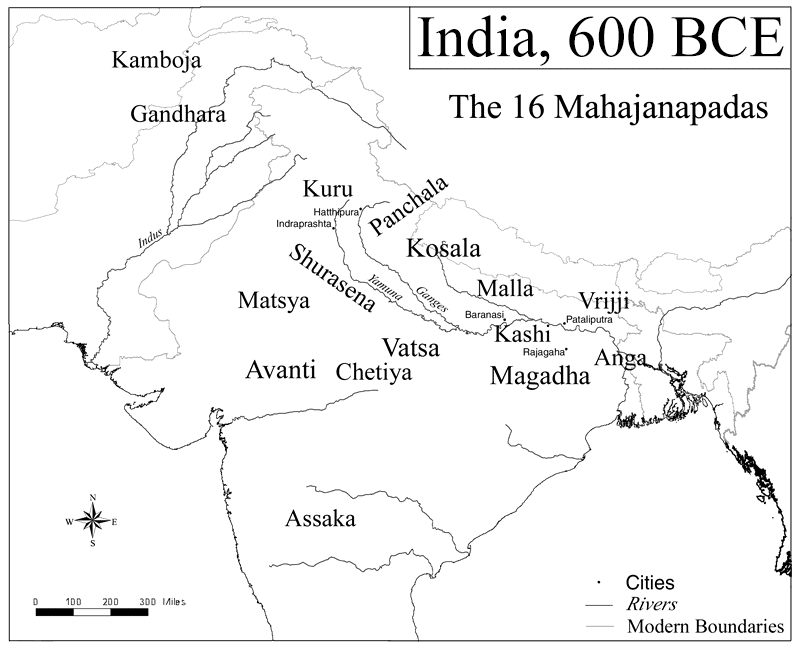
I sedici Mahajanapadas dell'India antica nel 600 a.C.

Avanti fu un antico regno dell'India centro-occidentale governato dalla casta guerriera dei Yadava. Ujjayani (Ujjain, Madhya Pradesh) fu la sua capitale lungo il corso del fiume Kshipra, un affluente del fiume Charmanuati, che a sua volta è un affluente del fiume Gange. La Ujjayani del passato è attualmente nota come Ujjain, città del Madhya Pradesh. Vasudeva Krishna e Bala Rama ebbero la loro istruzione a Ujjayani.
Avanti venne diviso tra nord e sud, lungo il corso del fiume Vetravati. Inizialmente Mahissati (sanscrito: Mahishamati) fu la capitale del Sud Avanti, e Ujjaini (sanscrito: Ujjayini) lo fu del nord, ma all'epoca di Mahavira e del Buddha lo fu del Regno Unito. Il regno di Avanti corrispondeva grosso modo alla moderna regione del Malwa, e Nimar (parti del Madhya Pradesh). 
Avanti fu un importante centro del buddismo. Il re Nandivardhana di Avanti venne sconfitto dal re Shishunaga del Magadha. Avanti in seguito divenne parte dell'impero del Magadha.